# Faraonský pes
Faraonský pes, někdy též Faraonský chrt, je psí plemeno původem z Malty a zároveň národní pes tohoto ostrovního státu.

## Historie
Faraonský pes je velmi staré plemeno, jehož nástěnné malby se nacházely již ve starověkém Egyptě. Nejstarší dochované kresby tohoto psa jsou staré 5000 let. V hrobkách vládců Egypta se nacházejí mumie psů, kteří byli pohřbeni se stejnou úctou a poctami jako jejich páni. Příkladem může být balzamovaná mumie faraonského chrta Abuwtiyuwa, oblíbence faraona Antefa II., která byla uložena ve vyzdobené hrobce a obklopena dary. V zádušním chrámu královny Hatšepsut v Dér el-Bahrí (vládla v letech 1490–1468 př. n. l.) se nachází velká sbírka sošek těchto psů, vyrobených z různých materiálů (hlína, kámen, dřevo). Tito psi neměli jen své příznivce, ale i odpůrce. Podle jedné ze staroegyptských legend, nařídila královna Kleopatra v době své vlády tyto psy vyhubit. Jako plemeno byli tito psi dlouho považováni za vyhynulé.

### Znovuobjevení

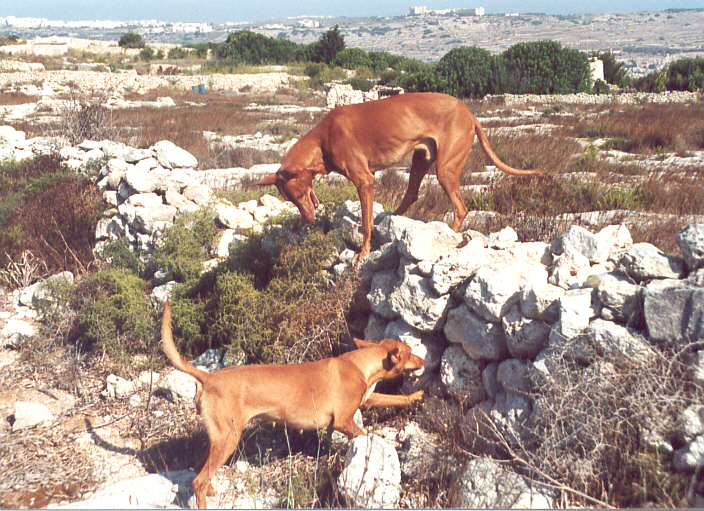
Faraonský pes lovící fenky

Historie tohoto plemene se znovu začíná psát v roce 1930. Z Malty, která byla toho času britskou kolonií), byli dopraveni první dva psi do Spojeného království. Není jasné, jak se faraonský pes na Maltu dostal.
První standard plemene se nachází v encyklopedii Dog Encyklopedia od W. N. Hutkinsose z let 1934–1935). Základ záchranné chovatelské práce položili v roce 1963 manželé Blockovi, kteří si z Malty do Spojeného království přivezli pár faraonských psů. V roce 1969 bylo z ostrova Gozo dovezeno dalších 8 psů. Téhož roku byl založen Klub faraonských chrtů, jehož první prezidentkou se stala monacká princezna Antonietta. Tato významná protekce měla jistě vliv na to, že plemeno bylo již v roce 1974 uznáno britským Kennel Clubem. Mezinárodní kynologická federace (FCI) uznala plemeno faraonského chrta o tři roky později. V roce 1973 je plemeno importováno do Švédska a následně do Finska, Nového Zélandu, Kanady a Austrálie. Do Spojených států je importován v roce 1979 a již v roce 1983 byl vytvořen a zapsán standard plemene americkým Kennel Clubem. Následuje propagace plemene ve sdělovacích prostředcích. Mimo jiné vyšel časopis Hyrogliphycs o minulosti Egypta či kniha The Ancient Egyptian Pharaoh Hound, kterou americká kynologická společnost v roce 1984 označila jako nejlepší knihu roku. V 80. letech byli importováni první zástupci plemene do západního Německa. Do České republiky byli postupně importováni čtyři jedinci začátkem 90. let chovatelkou Dagmar Nebeskou.

## Popis

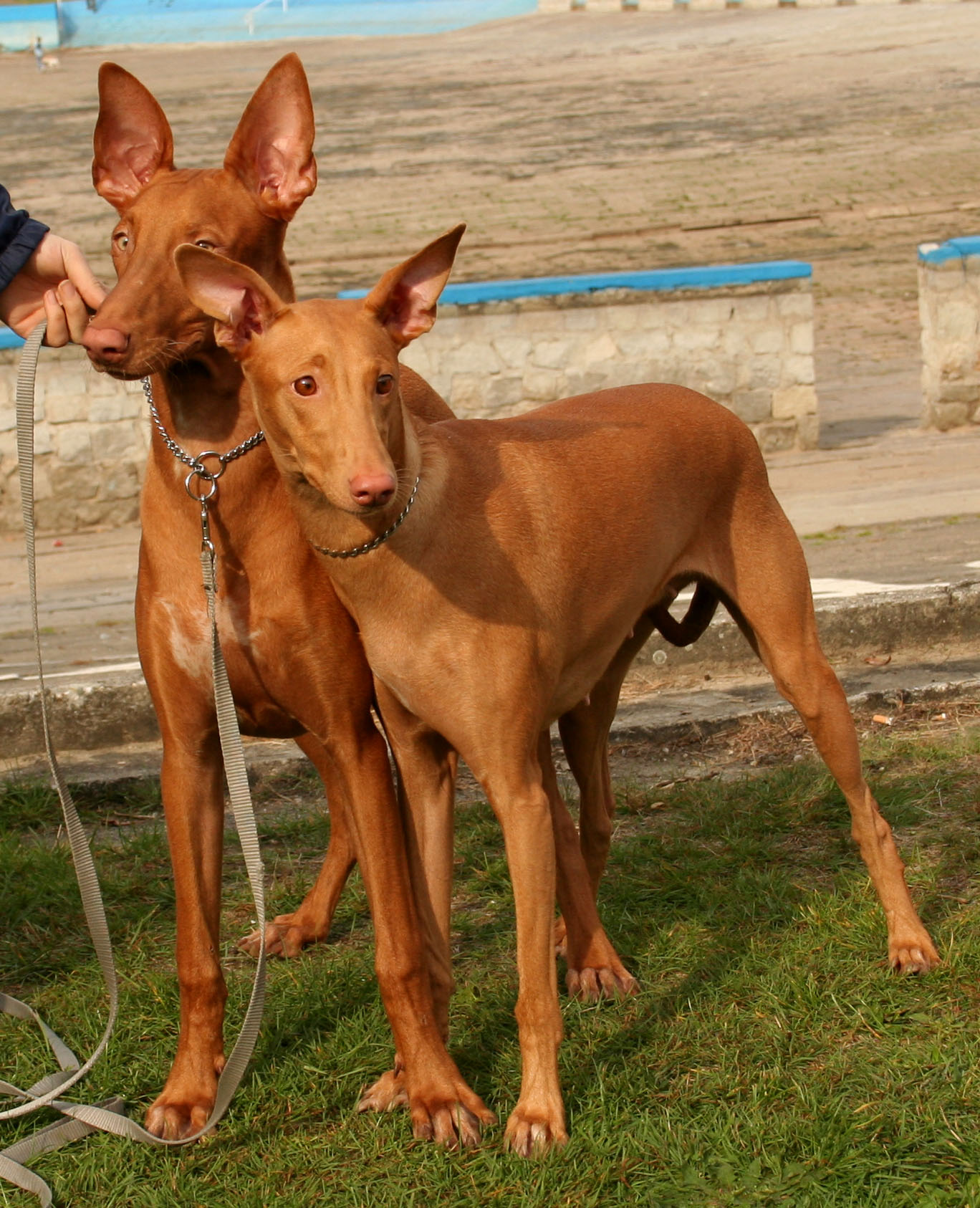
Dospělý pár faraonských psů; pes je vlevo a fena vpravo

Faraon je elegantní pes, střední velikosti, ušlechtilého držení těla, který je rychlý a lehký v pohybu. Hlava působí ušlechtilým výrazem, je štíhlá, dlouhá a korunují ji impozantní uši. Tělo má mít faraon o něco delší, než je kohoutková výška. Úhel ramenní lopatky nemá být sevřený, aby měl pes dostatek volnosti uchopit kořist v plném běhu. Zadní nohy mají být dobře zaúhlené, silné a svalnaté. Srst je krátká, přiléhavá a má velkou výhodu, protože málo líná a hlavně, což je pro psa chovaného v bytě důležité, je bez psího zápachu. Barva srsti má být v různých odstínech žlutohnědé přes béžovou až po rudohnědou. Bílý znak na hrudi se nazývá hvězda, bílé zbarvení na nohou musí být jen na prstech. Velmi žádoucí je bílá špička ocasu.
Standard plemene doporučuje u psů výšku 56 cm, u fen 53 cm, tolerance u psů je 63,5 cm a u fen 61 cm. Váha se pohybuje od 17 do 27 kg.

## Pro koho se hodí?
Faraona by měli chovat lidé, kteří jsou ochotni poskytnout mu nejen čas a svou přízeň, ale hlavně dostatek pohybu.

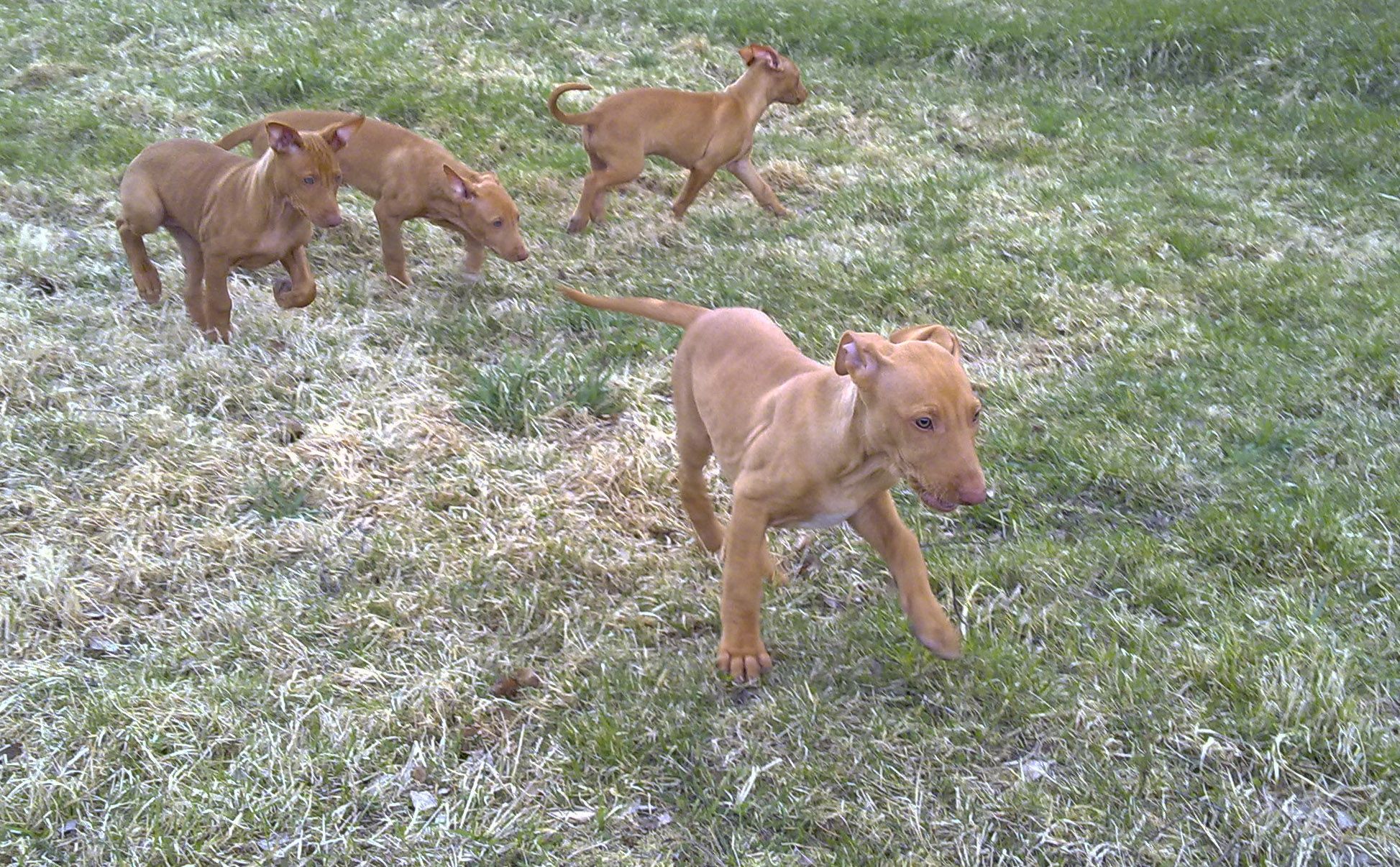
Štěňata faraonského psa

## Povaha
Faraonský pes je přátelský, hravý, ale i ostražitý. Mezi jeho vlastnosti patří dobrá nálada, kterou projevuje jak svým dlouhým ocasem, tak i svým nezaměnitelným úsměvem. Britové mu proto říkají „the smiling hound“ (tj. smějící se pes).[zdroj⁠?!] Pokud má pocit, že je přehlížen, dává to najevo celou škálou zvuků. Své uplatnění má i jako ostražitý hlídač. Pokud se v jeho teritoriu něco děje, okamžitě to hlásí štěkotem. Mezi jeho vlastnosti patří snášenlivost s jinými plemeny.